# Marshall Faulk
College Football Hall of Fame 2017
Pro Football Hall of Fame 2011
(en) Statistiques sur pro-football-reference
Marshall William Faulk, né le 26 février 1973 à La Nouvelle-Orléans en Louisiane, est un joueur américain de football américain qui évoluait au poste de running back. Sélectionné en deuxième position de la draft 1994 par les Colts d'Indianapolis, Faulk se révèle comme l'un des meilleurs joueurs à son poste dès sa première saison en NFL. Échangé aux Rams de Saint-Louis, il devient une arme offensive déterminante et contribue au succès de son équipe au Super Bowl XXXIV. Sa polyvalence lui permet de dominer ses adversaires et d'être élu meilleur joueur de la saison en 2000. En 2011, il est introduit au Pro Football Hall of Fame.

## Biographie

### Jeunesse
Marshall Faulk naît le 26 février 1973 à La Nouvelle-Orléans en Louisiane. Jeune, sa passion est de jouer au basket-ball mais sa taille empêchant d'envisager une carrière professionnelle, il se tourne vers le football américain. Au lycée de Carver, il apprend à jouer au football américain. Motivé pour se sortir de sa condition sociale, Faulk devient rapidement l'un des meilleurs joueurs de l'État.

### Carrière universitaire
Faulk souhaite jouer pour les Hurricanes de Miami en Floride mais l'entraîneur Dennis Erickson veut le faire jouer au poste de cornerback et exclut de lui donner le rôle de running back. Il visite trois autres équipes universitaires, les Cornhuskers du Nebraska, les Tigers de LSU et les Aggies du Texas A&M, qui lui donnent la même réponse. Il utilise sa dernière visite pour l'équipe des Aztecs de San Diego State, malgré le décès de son père. Au camp d'entraînement, il gagne sa place dans l'équipe offensive, en tant que remplaçant de T.C. Rice. Ce dernier se blesse lors de la deuxième rencontre de la saison, permettant à Marshall Faulk de rentrer sur le terrain au poste de running back. Il réussit alors des débuts fracassants avec 386 yards à la course et 7 touchdowns,.
Pour sa deuxième saison universitaire, Sean Payton devient l'entraîneur spécifique des running backs de l'équipe. Une blessure l'empêche de jouer la dernière rencontre de la saison contre les Hurricanes de Miami. Avec plus de 1 600 yards à la course, il est le meilleur joueur coureur du pays. Favori du trophée Heisman, il est devancé par Gino Torretta, quarterback des Hurricanes, invaincus cette saison-là.
Motivé par la déception de ne pas avoir reçu le trophée Heisman, Faulk ajoute une nouvelle arme à son arsenal offensif : la réception des passes. Cependant, son équipe terminant de nouveau avec un bilan équilibré de victoires et de défaites, le joueur des Aztecs ne termine que quatrième au classement du trophée Heisman. Le 7 décembre 1993, il annonce qu'il se présente à la draft 1994 de la NFL sans jouer sa dernière saison avec l'équipe de San Diego State.

### Carrière professionnelle

#### Colts d'Indianapolis (1994-1998)
Invité au NFL Scouting Combine,Faulk découvre le frais climat d'Indianapolis et ne souhaite pas y retourner. Pourtant, quelques semaines plus tard, il est sélectionné au 2e rang du 1er tour par les Colts d'Indianapolis. Le 25 juillet 1994, il paraphe un contrat de sept ans pour un total de 17,2 millions de dollars avec les Colts, signant alors le contrat le plus lucratif jamais signé par un débutant de la ligue.
Dès sa première rencontre NFL, il court pour 143 yards et inscrit 3 touchdowns. Il termine la saison avec un total de 1 282 yards à la course ainsi que 11 touchdowns marqués à la course et un en réception de passe.
Invité au Pro Bowl, Faulk est impliqué dans un accident de la route sur le chemin de la rencontre, ne peut attendre la police et monte à l'arrière d'un véhicule pour s'y rendre. Sur un jeu piégé et un faux punt, Faulk court 50 yards pour un touchdown et bat le record de yards au Pro Bowl. Il est le premier débutant à être désigné meilleur joueur de l'événement. Faulk est également désigné meilleur joueur offensif débutant de la saison.
Faulk est rejoint un autre enfant de la Louisiane, le quarterback Peyton Manning, sélectionné en première position de la draft 1998 de la NFL.
Après une discute avec l'entraîneur principal Jim Mora pour un supposé retard à une réunion, Faulk est mis sur le banc au début de la rencontre contre les Lions de Détroit. Il perd même un ballon lors du quatrième quart-temps. Alors qu'il doit renégocier son contrat avec la hausse s'il termine comme l'un des cinq meilleurs running backs de la saison en yards, Faulk échoue pour seulement 13 yards. Les Colts refusent de renégocier son contrat. L'agent du joueur cherche alors une porte de sortie pour le joueur qui souhaite jouer pour une meilleure équipe, sur herbe, sur la côte Ouest et où le climat est doux. Il est finalement transféré dans une équipe qui ne remplit aucun de ces critères : les Rams de Saint-Louis.

#### Rams de Saint-Louis (1999-2005)
Marshall Faulk est transféré aux Rams de Saint-Louis au début de la saison 1999 en échange de deux choix de la draft suivante : l'un au deuxième tour et l'autre au cinquième tour. L'échange est facilité par Eric Dickerson, qui a fait le chemin inverse douze ans plus tôt. Le joueur attend la fin de la négociation de son nouveau contrat avant de retrouver les terrains. Le 4 août 1999, il signe un contrat de sept ans pour 45,2 millions de dollars avec les Rams, alors le plus important contrat de l'histoire de la franchise.
Ses débuts avec les Rams sont catastrophiques. Sur un blocage raté en rencontre de pré-saison, il laisse le défenseur adverse des Chargers de San Diego plaqué violemment le quarterback Trent Green, mettant fin à sa saison. Kurt Warner prend alors la place de titulaire au poste de quarterback. Dès sa première année à Saint Louis, il aide les Rams à remporter le Super Bowl.
Faulk est élu meilleur joueur offensif de la NFL trois années de suite, de 1999 à 2001. En 2000, Faulk est également désigné meilleur joueur de la ligue (MVP : Most Valuable Player). Il est le deuxième running back (après Roger Craig) à avoir cumulé plus de 1 000 yards à la fois à la course et à la réception en une seule saison. Il accomplit cette performance durant la saison 1999, qui voit la victoire de son équipe, les Rams de Saint-Louis, dans le Super Bowl. Il arrête sa carrière sur blessure après la saison 2005.

### Vie privée
Marshall Faulk est père de six enfants avec quatre femmes différentes. En 1995, il a un premier enfant avec Candace Patton, future épouse de Derek Fisher et garde l'enfant car le joueur est contre l'avortement. Nommé Marshall Faulk Junior, ce fils du joueur des Rams a joué également au football américain à l'université. En 1996, Marshall Faulk se met en couple avec Helen Dunne et ils deviennent parents quelques mois plus tard. Le couple aura deux autres enfants ensemble ensuite. Accusé de violences conjugales par sa compagne, il est innocenté par la justice. Ses enfants vivent cependant toujours avec sa femme, à Houston. En 2006, il se marie à Lindsay Stoudt mais divorce huit ans plus tard.

## Statistiques

### Universitaires
| Année  | Équipe          | Statut | MJ |     | Courses | Courses | Courses | Courses |       | Passes réceptionnées | Passes réceptionnées | Passes réceptionnées | Passes réceptionnées |
| Année  | Équipe          | Statut | MJ | Nb. | Yards   | Moy.    | TD      | Nb.     | Yards | Moy.                 | TD                   |                      |                      |
| 1991   | San Diego State | Fr.    | 12 | 201 | 1 429   | 7,1     | 21      | 17      | 201   | 11,8                 | 2                    |                      |                      |
| 1992   | San Diego State | So.    | 11 | 265 | 1 630   | 6,2     | 15      | 18      | 128   | 7,1                  | 0                    |                      |                      |
| 1993   | San Diego State | Jr.    | 12 | 300 | 1 530   | 5,1     | 21      | 47      | 644   | 13,7                 | 3                    |                      |                      |
| Totaux | Totaux          | Totaux | 35 | 766 | 4 589   | 6       | 57      | 82      | 973   | 11,9                 | 5                    |                      |                      |

### Professionnelles
| Année              | Équipe               | MJ                 |       | Courses | Courses | Courses | Courses |       | Passes réceptionnées | Passes réceptionnées | Passes réceptionnées | Passes réceptionnées |  | Fumbles | Fumbles |
| Année              | Équipe               | MJ                 | Nb.   | Yards   | Moy.    | TD      | Nb.     | Yards | Moy.                 | TD                   | Nb.                  | Perdus               |  |         |         |
| 1994               | Colts d'Indianapolis | 16                 | 314   | 1 282   | 4,1     | 11      | 52      | 522   | 10                   | 1                    | 5                    | 3                    |  |         |         |
| 1995               | Colts d'Indianapolis | 16                 | 289   | 1 078   | 3,7     | 11      | 56      | 475   | 8,5                  | 3                    | 8                    | 5                    |  |         |         |
| 1996               | Colts d'Indianapolis | 13                 | 198   | 587     | 3,0     | 7       | 56      | 428   | 7,6                  | 0                    | 2                    | 2                    |  |         |         |
| 1997               | Colts d'Indianapolis | 16                 | 264   | 1 054   | 4       | 7       | 47      | 471   | 10                   | 1                    | 5                    | 3                    |  |         |         |
| 1998               | Colts d'Indianapolis | 16                 | 324   | 1 319   | 4,1     | 6       | 86      | 908   | 10,6                 | 4                    | 3                    | 2                    |  |         |         |
| 1999               | Rams de Saint-Louis  | 16                 | 253   | 1 381   | 5,5     | 7       | 87      | 1 048 | 12                   | 5                    | 2                    | 2                    |  |         |         |
| 2000               | Rams de Saint-Louis  | 14                 | 253   | 1 359   | 5,4     | 18      | 81      | 830   | 10,2                 | 8                    | 0                    | 0                    |  |         |         |
| 2001               | Rams de Saint-Louis  | 14                 | 260   | 1 382   | 5,3     | 12      | 83      | 765   | 9,2                  | 9                    | 3                    | 3                    |  |         |         |
| 2002               | Rams de Saint-Louis  | 14                 | 212   | 953     | 4,5     | 8       | 80      | 537   | 6,7                  | 2                    | 4                    | 3                    |  |         |         |
| 2003               | Rams de Saint-Louis  | 11                 | 209   | 818     | 3,9     | 10      | 45      | 290   | 6,4                  | 1                    | 0                    | 0                    |  |         |         |
| 2004               | Rams de Saint-Louis  | 14                 | 195   | 774     | 4       | 3       | 50      | 310   | 6,2                  | 1                    | 2                    | 1                    |  |         |         |
| 2005               | Rams de Saint-Louis  | 16                 | 65    | 292     | 4,5     | 0       | 44      | 291   | 6,6                  | 1                    | 2                    | 1                    |  |         |         |
| Totaux en carrière | Totaux en carrière   | Totaux en carrière | 2 836 | 12 279  | 4,3     | 100     | 767     | 6 875 | 9                    | 36                   | 36                   | 25                   |  |         |         |

## Palmarès
- Most Valuable Player de la NFL en 2000
- Vainqueur du Super Bowl XXXIV
- Finaliste du Super Bowl XXXVI
- Sélectionné sept fois au Pro Bowl : 1995-1996; 1999-2003

## Annexe

### Filmographie
- (en) A Football Life : Marshall Faulk, avec Marshall Faulk, NFL Network, 18 décembre 2015, 43 minutes.